# Go to the Mirror!
«Go to the Mirror!» es una canción escrita por Pete Townshend del grupo de rock The Who. Aparece en la decimoquinta pista de la primera ópera rock del grupo llamada Tommy de 1969. «Go to the Mirror!» está incluida en las 500 Canciones que Formaron el Rock and Roll en el Salón de la Fama del Rock.
La canción es cantada del punto de vista de un médico, que le dice a los padres de Tommy que después de numerosas pruebas, no hay nada médicamente erróneo en él, y sus problemas, aunque muy reales, son psicosomáticos: «He seems to be completely unreceptive / The tests we gave him show no sense at all» («Él parece estar completamente irreceptivo / Las pruebas que les hemos hecho, no muestran ningún sentido»), 
«All hope lies with him, and none with me» («Todas las esperanzas recaen en él y no en mí»).
Sin embargo, así como todos están tratando de llegar a Tommy, su subconsciente también intenta llegar a ellos.
«See me, feel me / Touch me, heal me» («Mírame, siénteme / Tócame, sáname»).
En la película Tommy, basada en la ópera rock del grupo, el doctor es interpretado por Jack Nicholson.
La canción invoca dos temas recurrentes del álbum, «See Me, Feel Me», y «Listening to You», que aparecen por primera vez (con su letra) en el interludio de «Christmas» y en la parte final de la canción «We're Not Gonna Take It». La sección de «See Me, Feel Me» en «Go to the Mirror!» es cantada por Pete Townshend en lugar de Roger Daltrey. Si bien Daltrey canta la mayoría de las piezas de Tommy, en «Go to the Mirror!» ha estado cantando como el papel del doctor, por lo que Townshend realiza el papel de Tommy, proporcionando un efectivo contraste entre ambos.
- Datos: Q607279